# Soneto 12
| Soneto 12 |
| --- |
| When I do count the clock that tells the time, And see the brave day sunk in hideous night; When I behold the violet past prime, And sable curls all silver’d o’er with white; When lofty trees I see barren of leaves, Which erst from heat did canopy the herd, And summer’s green all girded up in sheaves, Borne on the bier with white and bristly beard, Then of thy beauty do I question make, That thou among the wastes of time must go, Since sweets and beauties do themselves forsake And die as fast as they see others grow; And nothing ’gainst Time’s scythe can make defence Save breed, to brave him when he takes thee hence. |
| –William Shakespeare |

El Soneto 12 es uno de los 154 sonetos escritos por el dramaturgo y poeta inglés William Shakespeare. Está considerado como uno de los sonetos shakespearianos sobre la procreación dentro de la secuencia dedica al Fair Youth.
En el soneto, el poeta pasa por una serie de imágenes de mortalidad, como un reloj, una flor marchita, un árbol estéril, el otoño, etc. Luego, en el "giro" al principio del tercer cuarteto, el poeta admite que el joven a quien se dirige el poema debe ir entre los "desperdicios del tiempo" como todas las otras imágenes mencionadas. La única manera que puede luchar contra el tiempo, propone Shakespeare, es criar y hacer una copia de sí mismo.

## Traducción
Cuando cuento los toques, que marcan cada hora

y veo hundirse el día, entre la odiosa noche.

Veo la primavera cumplirse en la violeta

y los oscuros rizos, cubiertos por el blanco

y los frondosos árboles desnudos de las hojas

que fueran del rebaño, amparo del calor,

atado en mil gavillas el verdor del verano,

con barba blanca y dura, llevado en su ataúd,

entonces me pregunto: ¿qué será tu belleza?

ya que también te irás, con los restos del tiempo,

pues dulzura y belleza entre sí rivalizan

y raudamente mueren, viendo a otras crecer.

 Nada contra ese tiempo, puede tener defensa,

salvo una descendencia que rete tu partida.